# Regió d'Anatòlia del Sud-est
La regió d'Anatòlia del Sud-est (turc: Güneydoğu Anadolu Bölgesi) és una de les 7 regions geogràfiques de Turquia.
Situada al sud-est de Turquia, limita amb la Regió de la Mediterrània a l'oest, la Regió d'Anatòlia Oriental al nord, Síria al sud i l'Iraq al sud-est.

## Subdivisió
- Secció de l'Eufrates Mitjà (turc: Orta Fırat Bölümü)
  - Àrea de Gaziantep (turc: Gaziantep Yöresi)
  - Àrea de Şanlıurfa (turc: Şanlıurfa Yöresi)
- Secció deTigris (turc: Dicle Bölümü)
  - Àrea de Diyarbakır (turc: Diyarbakır Yöresi)
  - Àrea de Mardin - Midyat (turc: Mardin - Midyat Yöresi)

## Ecoregions

### Boscos temperats de frondoses mixtos
- Bosc caducifoli d'Anatòlia Oriental
- Bosc-estepa de les Muntanyes de Zagros

### Praderies, sabanes i matollars temperats
- Estepes montanes d'Anatòlia Oriental

### Boscos mediterranis
- Boscos coníferes, esclerofil·les i planifolis de la Mediterrània Oriental

## Províncies
Províncies que es troben completament a la Regió d'Anatòlia del Sud-est:
- Mardin
- Şanlıurfa

Províncies que es troben principalment a la Regió d'Anatòlia del Sud-est:
- Adıyaman
- Batman
- Diyarbakır
- Gaziantep
- Siirt

Províncies que es troben parcialment a la Regió d'Anatòlia del Sud-est:
- Bitlis
- Bingöl
- Kahramanmaraş
- Kilis
- Malatya

## Geografia i clima

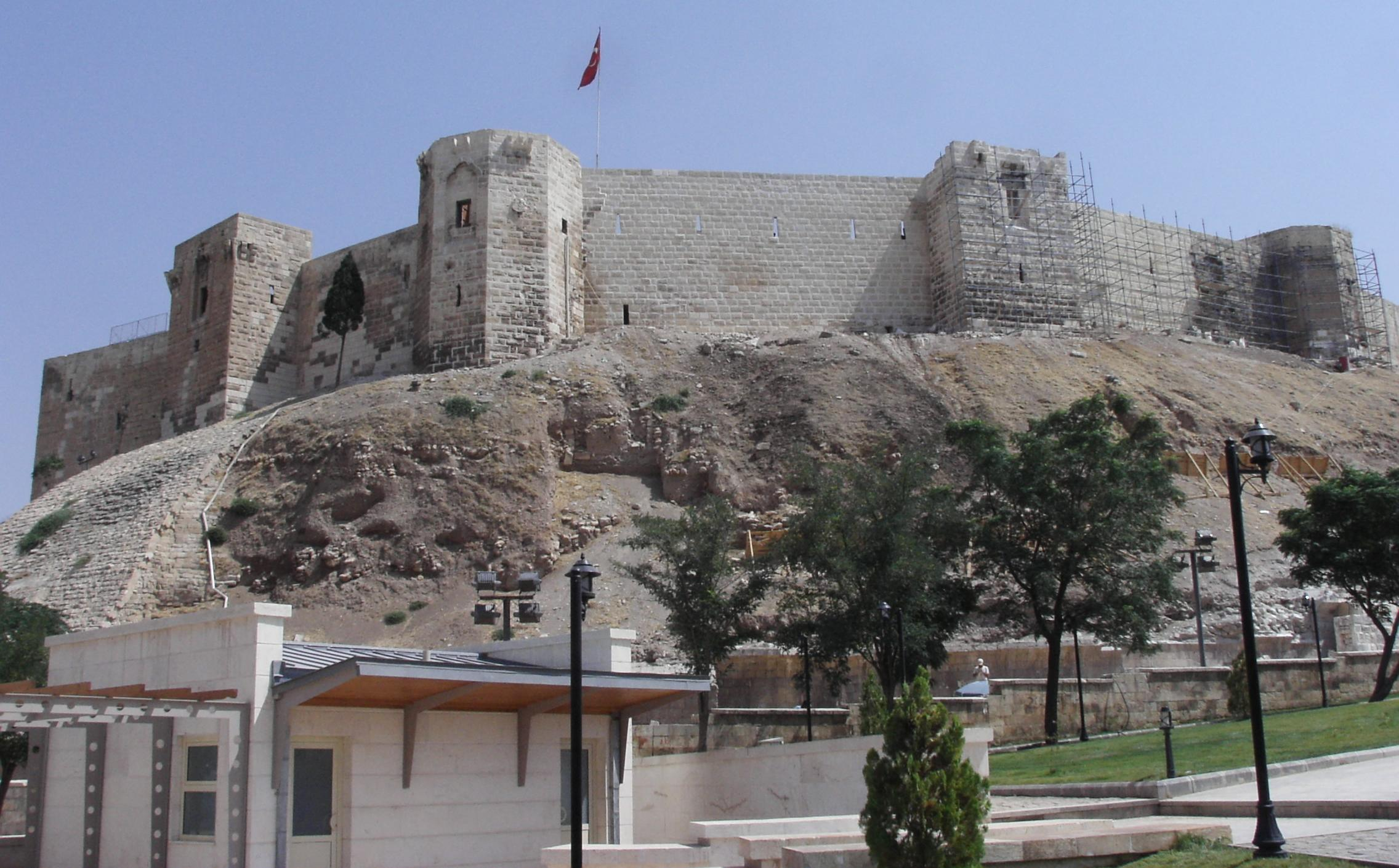
Castell de Gaziantep

La Regió d'Anatòlia del Sud-est té una àrea de 59,176 km² i és la segona regió més petita de Turquia.
La Regió d'Anatòlia del Sud-est té un clima continental semiàrid amb estius molt calorosos i secs i hiverns freds, sovint nevats.

## Turisme
- Informació turística sobre la promoció de la Regió d'Anatòlia del Sud-est disponible en anglès i en turc. Arxivat 2009-03-21 a Wayback Machine.